# Дополнение Шура
Дополнение Шура — некоторая квадратная матрица, получающаяся при разбиении квадратной матрицы на четыре части.

## Определение
Представим квадратную матрицу {\displaystyle A} в блочном виде:
{\displaystyle A={\begin{pmatrix}A_{11}&A_{12}\\A_{21}&A_{22}\end{pmatrix}}},
где {\displaystyle A_{11},A_{12},A_{21},A_{22}} — матрицы размеров {\displaystyle n\times n,n\times m,m\times n,m\times m}, соответственно.
Матрица {\displaystyle \left(A/A_{11}\right)=A_{22}-A_{21}A_{11}^{-1}A_{12}} называется дополнением Шура
матрицы {\displaystyle A_{11}} в матрице {\displaystyle A}.

## Свойства
- с помощью дополнения Шура может быть вычислен определитель матрицы {\displaystyle |A|}. Если {\displaystyle |A_{11}|\neq 0}, то {\displaystyle |A|=|A_{11}|\cdot |A/A_{11}|};
- дополнение Шура используется при сведении алгоритмической задачи обращения матриц к задаче умножения матриц, для решения которой существует много специализированных быстрых алгоритмов.[2]